# Coleophora fuscinervella
Coleophora fuscinervella é uma espécie de mariposa do gênero Coleophora pertencente à família Coleophoridae.